# Pétrusse
La Pétrusse est un ruisseau du Luxembourg et un affluent de l'Alzette, donc un sous-affluent du Rhin, par la Sûre et la Moselle.

## Géographie

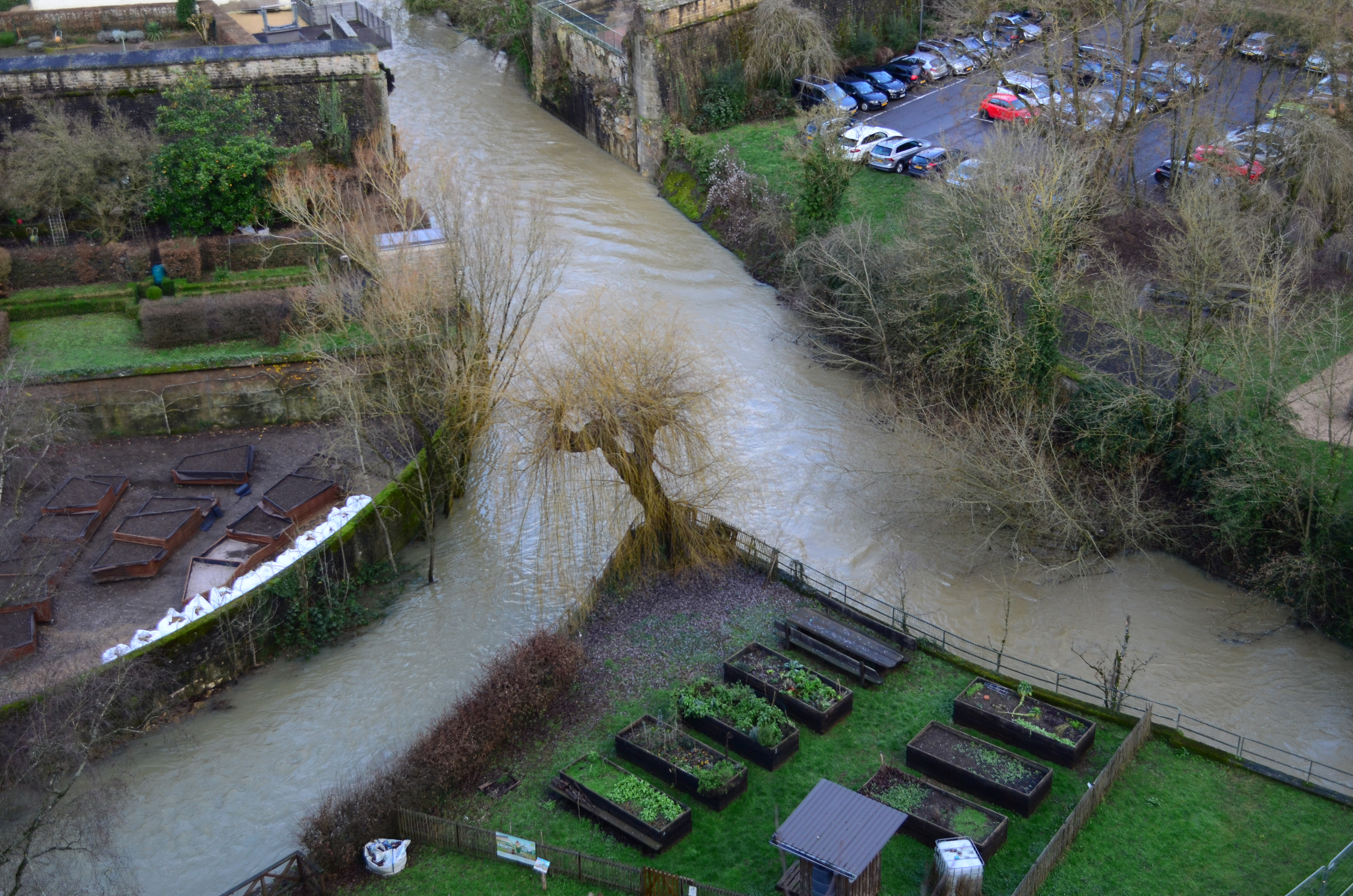
Confluence avec l'Alzette

La Pétrusse prend naissance à la confluence de plusieurs ruissellements de sources situées dans le Dippecherbösch, en aval d'une crête boisée entre Dippach et Mamer, à une altitude moyenne de 300 mètres non loin de la ferme Beauforterhof.
Cette crête fait partie de la ligne de partage des eaux entre son propre bassin versant et celui de la Mamer. Après environ 2 700 mètres, elle traverse la localité de Bertrange pour se diriger vers Helfent, où elle reçoit ses deux premiers affluents. Après sa traversée de Merl, en amont de Hollerich, son troisième et dernier affluent la rejoint.
Puis elle s'engouffre dans la vallée qui porte son nom. Cette vallée, d'une profondeur d'environ 50 mètres, faisait jadis partie des défenses naturelles de la ville de Luxembourg et ses roches en grès de Luxembourg furent creusées et minées par les différentes puissances militaires occupantes, notamment les Français avec Vauban, afin d'augmenter ses possibilités de défense par l'intérieur et le sous-sol. Les casemates, dont certaines parties sont ouvertes aux visiteurs (~23 km au total), en sont un témoignage spectaculaire.
Dans le cadre des travaux de fortification, on construsit également une écluse permettant la mise sous eau de la vallée afin d'empêcher toute invasion depuis ce côté de la ville.
La Pétrusse a donc, sur les hauteurs à sa gauche, la Ville-Haute ou vieille ville, et, à sa droite, le plateau Bourbon et les nouveaux quartiers dits "de la Gare", nouveaux par rapport à l'an 1880, date à laquelle débuta l'urbanisation du plateau Bourbon le long de l'axe formé par l'actuelle avenue de la Liberté et jusqu'aux confins de Bonnevoie, ancienne localité devenue elle aussi un quartier de l'agglomération de Luxembourg-Ville.
C'est dans le quartier du Grund (Gronn, en luxembourgeois, c'est-à-dire "fond" de la ville), que la Pétrusse se jette dans l'Alzette.
Jusqu'en 1933, la Pétrusse n'était qu'un ruisseau sauvage mal entretenu, dont le lit fut ensuite partiellement bétonné, mesure hydraulique sans effet positif sur la qualité du cours d'eau. Entre-temps, elle a fait l'objet de plusieurs interventions de renaturisation, et sa vallée a été transformée en un vaste espace vert très prisé du public.
La longueur totale de la Pétrusse est de 10,5 km, et son dénivelé est de 80 mètres.

## Affluents
Ses affluents sont (d'amont en aval) :
- Aalbaach (rive gauche)
- Grouf (rive droite)
- Zéissengerbaach ou "ruisseau de Cessange" (rive droite)